# Veredelungszucht
Bei der Veredelungszüchtung oder Veredelungskreuzung werden Vatertiere einer Rasse, deren Leistungen bei einem oder mehreren Merkmalen deutlich über dem Niveau der zu veredelnden Rasse liegen, beschränkt eingesetzt, sprich: Es erfolgt eine dosierte Einfuhr von Genen einer oder mehrerer anderer Populationen in die eigene (vgl. auch Immigration). Hierbei wird die Absicht verfolgt, die positiven Eigenschaften der vorhandenen Population zu erhalten und die gewünscht höhere „Leistung“ der Fremdpopulation zu integrieren. Dadurch können schneller Zuchtfortschritte erzielt werden.
Diese Zuchtmethode wird beispielsweise in der Warmblutzucht durch Einkreuzung von Vollblütern angewendet.